# كايو جونيور
كايو جونيور مواليد 8 مارس 1965 في البرازيل - الوفاة 28 نوفمبر 2016 في ميديلين، كان لاعب كرة قدم برازيلي كان يلعب كمهاجم. اعتزل اللعب عام 1999 مع نادي ريو برانكو. بدأ مسيرته الرياضية عام 1985 مع غريميو بورتو أليغرينزي. لعب خلال مسيرته 210 مباريات سجل خلالها 52 هدفاً.

## المسيرة الاحترافية

### أندية لعب لها
- غريميو بورتو أليغرينزي
- فيتوريا دي غيماريش
- إستريلا دا أمادورا
- نادي إنترناسيونال
- نادي بيلينينسش
- نادي بارانا
- باوليستا
- نادي ريو برانكو

## وصلات خارجية
- كايو جونيور على موقع قاعدة بيانات كرة القدم.إي يو (الإنجليزية)
- كايو جونيور على موقع Soccerway.com (الإنجليزية)
- كايو جونيور على موقع عالم كرة القدم.نت (الإنجليزية)
- الموقع الرسمي